# Chinese Politieke Integratie en Participatie Fonds
Het Chinese Politieke Integratie en Participatie Fonds (CPIPF) is een fonds dat de politieke participatie en integratie van de Chinezen in Nederland bevordert. Ze promoten het actief en passief stemrecht onder Chinezen De organisatie helpt Chinese Nederlanders ook met het deelnemen aan verkiezingen. Een belangrijk argument om deze organisatie op te richten was dat een groot deel van de Chinese Nederlanders en vooral de 50+-mensen niet stemden door het gebrek aan informatie en kennis van de Nederlandse taal.